# Francesco Oliva

Bischofswappen von Francesco Oliva

Francesco Oliva (* 14. Januar 1951 in Papasidero, Provinz Cosenza, Italien) ist ein italienischer Geistlicher und römisch-katholischer Bischof von Locri-Gerace.

## Leben
Francesco Oliva empfing am 5. Januar 1976 das Sakrament der Priesterweihe für das Bistum Cassano all’Jonio.
Von 2008 bis 2011 und erneut ab 2012 war er Generalvikar des Bischofs von Cassano all’Jonio. Während der Sedisvakanz von März 2011 bis Februar 2012 war er Diözesanadministrator des Bistums Cassano all’Jonio.
Am 5. Mai 2014 ernannte ihn Papst Franziskus zum Bischof von Locri-Gerace. Die Bischofsweihe spendete ihm der Bischof von Cassano all’Jonio, Nunzio Galantino, am 20. Juli desselben Jahres. Mitkonsekratoren waren der Erzbischof von Reggio Calabria-Bova, Giuseppe Fiorini Morosini OM, und der Erzbischof von Cosenza-Bisignano, Salvatore Nunnari.
Vom 1. Juli bis zum 2. Oktober 2021 war er während der Sedisvakanz zusätzlich Apostolischer Administrator von Mileto-Nicotera-Tropea.